# Стела 400 року

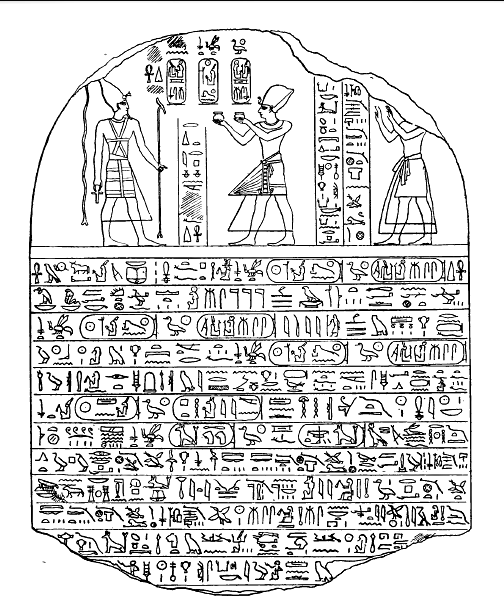
Стела 400 року

Стела 400 року або Стела 400 року — давньоєгипетська стела, зроблена в 13 столітті до нашої ери. Значення цієї стели не зовсім зрозуміле, але зазвичай припускають, що вона присвячена 400-річчю якоїсь події, пов'язаної з божеством Сетом .

## Історія та опис
Стела була знайдена в 1863 році Огюстом Маріеттом, який проводив розкопки у великому храмі в Танісі . Марієтт скопіював, а потім перепоховав стелу, яка була знову відкрита П’єром Монте в 1933 році, а потім перенесена до Каїрського музею .   
Неповна стела була зроблена під час правління Рамзеса II з 19-ї династії ; цей фараон з'являється в люнеті, пропонуючи глеки з вином Сету, чиє ім'я було стерто, коли це божество було демонізовано пізніше. За спиною фараона стоїть чиновник на ім'я Сеті, автор стели.  

Напис на нижньому регістрі говорить, що Сеті, син Парамессу і Тії, прийшов поклонитися Сету і вшанувати цю подію видачею гранітної стели; Цікаво, що зі схвалення Рамзеса II Сеті датував стелу «400 роком, четвертим днем четвертого місяця сезону затоплення » фараона на ім’я Аапехтісет Нубті   («Великою є сила Сета, він Омбоса »):
|          |               |
| \| \| \| |               |
|          |               |
| E20      | O29 · F9 · F9 |

| E20 | O29 · F9 · F9 |

|          |               |
| \| \| \| |               |
|          |               |
| E20      | O29 · F9 · F9 |

| E20 | O29 · F9 · F9 |

|                |     |    |     |
| \| \| \| \| \| |     |    |     |
|                |     |    |     |
| t              | S13 | Z4 | E20 |

| t | S13 | Z4 | E20 |

|                |     |    |     |
| \| \| \| \| \| |     |    |     |
|                |     |    |     |
| t              | S13 | Z4 | E20 |

| t | S13 | Z4 | E20 |

## Інтерпретація
Після відкриття було очевидно, що 400 рік Нубті не був роком правління, а скоріше свого роду річницею. Враховуючи 400-річний інтервал і явні посилання на бога Сета, Нубті спочатку вважався досі невідомим правителем Гіксосів .    Таким чином, було висловлено припущення, що 400-річчя могло стосуватися важливої події, такої як будівництво храму Сета,  або, загальніше, початку нової ери.   Відкриття також підживило спростовану гіпотезу про те, що Таніс слід ототожнювати з стародавньою столицею гіксосів Аваріс  і що стела, можливо, була вшануванням прибуття гіксосів.   
Однак у нові часи вчені зрозуміли, що  Сеті — це не хто інший, як батько Рамсеса Сеті I на початку його кар’єри, а попередній король Нубті не був справжнім королем, а скоріше сам Сет отримав вигадані королівські титули. Повернувшись на 400 років назад до періоду, про який свідчить стела (швидше за все, коли Сеті був чиновником при королі Хоремхебі ), можна дати дату знаменитої події приблизно 1730–1720 рр. до н.    

## Подальше читання
- Montet, Pierre. La stèle de l'an 400 retrouvée. Kemi. 4: 191—215.
- Sethe, Kurt (1930). Der Denkstein mit der Datum des Jahres 400 der Ära von Tanis. Zeitschrift für Ägyptische Sprache und Altertumskunde. 65: 85—89. doi:10.1524/zaes.1930.65.jg.85.